# Çubuqlu
Çubuqlu è un comune dell'Azerbaigian situato nel distretto di Qusar. Conta una popolazione di 459 abitanti.